# Бориспільський державний історичний музей
Бориспільський державний історичний музей — історичний музей у районному центрі Київської області місті Борисполі, зібрання матеріалів і предметів з історії, побуту та культури Бориспільщини, про відомих земляків і персоналій, пов'язаних із містом та краєм.

## Загальні дані
Бориспільський державний історичний музей розташований у спеціально зведеному приміщенні в середмісті Борисполя за адресою:
вул. Київський шлях, буд. 89, м. Бориспіль—08300 (Київська область), Україна.
Музей працює з 09:00 до 18:00 години. Вихідними днями є понеділок та вівторок.
Директор закладу — Йова Наталія Вікторівна.

## З історії музею
Ідею створення музею історичного профілю в Борисполі на Київщині тривалий час виношував його ідейний натхненник і перший та незмінний протягом 30 перших років існування директор закладу Віктор Іванович Йова. Він вивчав архівні документи і матеріали, збирав по селах Бориспільщини старовинні речі. Відтак, у листопаді 1967 року відкрився Бориспільський музей.
Першим доглядачем музею став В. С. Жупиця. Са́ме директорові В. І. Йові, який невтомно працював на розвиток музею, належать значні успіхи у формуванні фондів та експозиції закладу. Він їздив у археологічні експедиції, створивши в результаті мапу археологічних пам'яток Бориспільського району; збирав, атрибутував, виставляв і зберігав пам'ятки з історії, побуту та етнографії рідного краю; створив справжній мистецький світ Бориспільщини, написавши десятки полотен на історико-краєзнавчу тематику, пейзажі, портрети видатних діячів, пов'язаних з краєм, зокрема Павла Чубинського.
Визначною подією стало отримання Бориспільським музеєм у 1980-х роках власного приміщення в центрі міста, зведеного за індивідуальним проектом, з використанням оригінальних народних елементів.
Від кінця 1990-х років музеєм керує Йова Наталія Вікторівна. Завдяки її старанням була здійснена необхідна реекспозиція музею, зокрема відкритими загалу стали факти й свідчення антибільшовицького Бориспільського повстання у травні 1920 року.
Бориспільська міська влада приділяє велику увагу укріпленню матеріально-технічної бази закладу. Так, у 2007 році була зроблена сучасна металева огорожа. Планується також створення історико-розважального комплексу на території музею для відвідувачів.
Нині (1-а половина 2010-х) Бориспільський державний історичний музей є справжнім хранителем історії рідного краю, значним культурним осередком міста і району; музейний заклад включений до міжнародного туристичного маршруту. Щорічно музей відвідують близько семи тисяч чоловік.

## Фонди, експозиція та діяльність
Фонди Бориспільського державного історичного музею складають понад 40 тисяч експонатів.
Експозиція музею, що розгорнута в 7 залах, знайомить відвідувачів з найцікавішими пам'ятками матеріальної та духовної культури населення Бориспільського району від найдавніших часів до наших днів. Це унікальна археологічна колекція, документи і матеріали з історії самого міста Борисполя, цінна етнографічна колекція тощо.
Постійні експозиції музею:
- історія Бориспільського району з найдавніших часів;
- матеріали трипільської культури;
- фрагмент діорами «Будівництво Летської божниці»;
- фрагмент половецької кам'яної баби;
- велика кількість зброї, знарядь праці, прикрас та речей домашнього вжитку, «інтер'єр селянської хати»;
- Бориспіль під час татарської неволі;
- Бориспіль під час польського панування;
- Бориспіль як економічний центр, де проходив шлях Київ-Полтава;
- експозиції присвячені Г. Сковороді, Т. Шевченку, В. Л. Лукашевичу, П. Чубинському, класику єврейської культури Шолом-Алейхему;
- експозиції історичних подій ХХ століття: Бориспіль у роки визвольних змагань українців 1917—1921 років, німецько-радянської війни, Голодомору, повоєнного відродження міста, сучасності;
- експонати, присвячені 10-річчю виводу військ з Афганістану;
- матеріали про початок діяльності Бориспільського осередку Народного руху України.

Музейна експозиція розповідає про славетних земляків: козацькі роди Сулимів і Безбородьків, поета-проповідника І. Некрашевича, вченого-етнографа П. Чубинського; про людей, долі яких пов'язані з Борисполем: письменників Шолом-Алейхема, Я. Гашека, композитора М. Лисенка.
У фондах музею близько 5-ти тисяч творів образотворчого мистецтва, в тому числі роботи П. Верни, М. Приймаченко, Б. Плаксія, С. Караффи-Корбут, Г. Горварт, Ю. Марченка, М. Сологубова.
Бориспільський державний історичний музей є культурним осередком міста і району — тут відбуваються заходи, присвячені визначним подіям у житті країни та міста, урочистості та святкування з нагоди державних, релігійних і народних свят. Дуже важливою складовою музейної роботи є виставки. Активна виставкова діяльність музею є свідченням постійної співпраці з багатьма художниками і фотохудожниками, майстрами декоративно-прикладного мистецтва та іншими творчими людьми. Так, у 2007 році у виставковому залі проведено 15 виставок місцевих художників, майстрів творчості. А на 2010 рік заплановано проведення 12 різноманітних виставок.
Співробітниками музею підготовлено та видано брошури: «Бориспільський державний історичний музей» (путівник по музею), «Віктор Йова — творець золотого фонду Бориспільщини» (до 80-річчя з дня народження подвижника і хранителя культурної спадщини Бориспільщини), «Я на цій землі зростав, тут сили набирався» (про пам'ятки та пам'ятні місця Бориспільщини), «В світі щиро працював, я сіяв те, що Бог послав» (про славетного земляка П. П. Чубинського), книги «Історія рідного краю. Бориспільщина», «Петро Петрович Верна. Сонячні його сліди» (про Заслуженого майстра народної творчості України П. П. Верну)

## Відділ «Сучасний Бориспіль»
У 2012 році з ініціативи міської влади та адміністрації музею у Борисполі було відкрито відділ Бориспільського державного історичного музею «Сучасний Бориспіль». Заклад розташовується за адресою:
вул. Головатого, буд. 3, м. Бориспіль—08300 (Київська область), Україна.
Експозиції відділу музею, розташовані у двох залах, висвітлюють сучасне життя міста, а саме:
- освітнє життя
- культурне життя
- міська влада
- партнерські програми та міста-побратими
- спортивні досягнення
- ЗМІ
- заклади та підприємницька діяльність
- визначні особистості сучасного міста

Також проводиться виставкова робота: постійно тривають виставки робіт образотворчого та декоративно-вжиткового мистецтва. Значна увага приділяється розкриттю потенціалу талановитої молоді.

## Виноски
1. ↑  Про Бориспільський державний історичний музей у розділі «Відділ культури (міськради)» [Архівовано 2009-06-15 у Wayback Machine.] на Офіційний сайт Бориспільської міської ради
2. ↑  Контактна інформація (музею) [Архівовано 2013-04-25 у Wayback Machine.] на Офіційна вебсторінка музею
3. ↑  «Віктор Йова — творець золотого фонду Бориспільщини» (до 80-річчя з дня народження), Бориспіль: Бориспільський державний історичний музей, 2007 стор. 4
4. ↑  Про Бориспільський державний історичний музей [Архівовано 29 березня 2009 у Wayback Machine.] на сайті Київської обласної туристичної агенції [Архівовано 22 вересня 2010 у Wayback Machine.]
5. ↑  Історія музею [Архівовано 25 квітня 2013 у Wayback Machine.] на Офіційна вебсторінка музею [Архівовано 27 червня 2010 у Wayback Machine.]
6. ↑  План роботи Бориспільського державного історичного музею на www.vborispole.net[недоступне посилання з червня 2019]